# Буритис (Минас-Жерайс)
Буритис (порт. Buritis) — муниципалитет в Бразилии, входит в штат Минас-Жерайс. Составная часть мезорегиона Северо-запад штата Минас-Жерайс. Входит в экономико-статистический  микрорегион Унаи. Население составляет 21 859 человек на 2006 год. Занимает площадь 5219,469 км². Плотность населения — 4,2 чел./км².
Праздник города — 1 марта.

## История
Город основан 1 марта 1963 года. 

## Статистика
- Валовой внутренний продукт на 2003 год составляет 167 688 118,00 реалов (данные: Бразильский институт географии и статистики).
- Валовой внутренний продукт на душу населения на 2003 год составляет 7914,30 реалов (данные: Бразильский институт географии и статистики).
- Индекс развития человеческого потенциала на 2000 год составляет 0,733 (данные: Программа развития ООН).

## Галерея

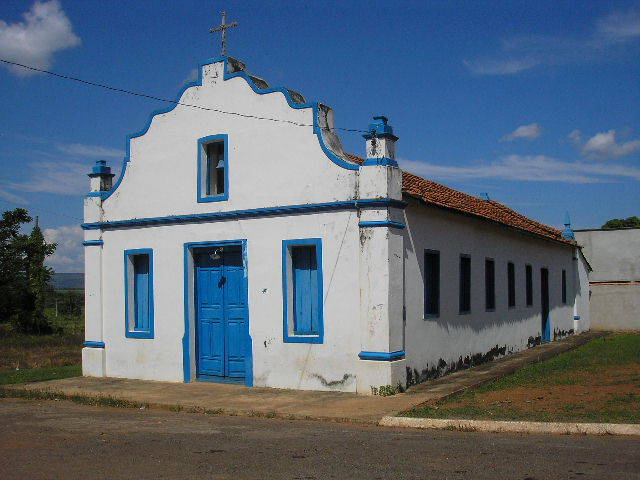
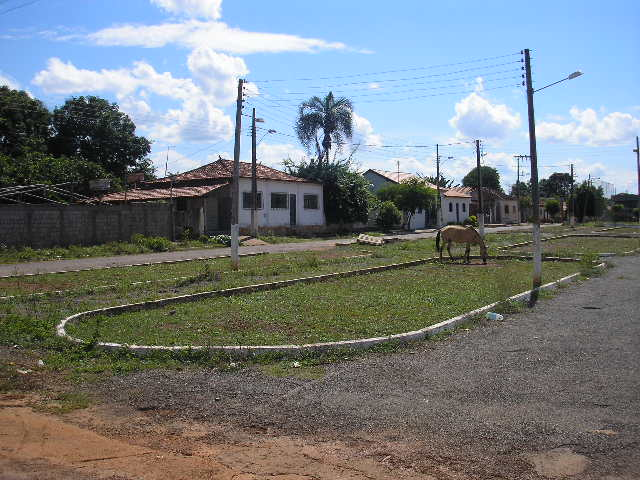
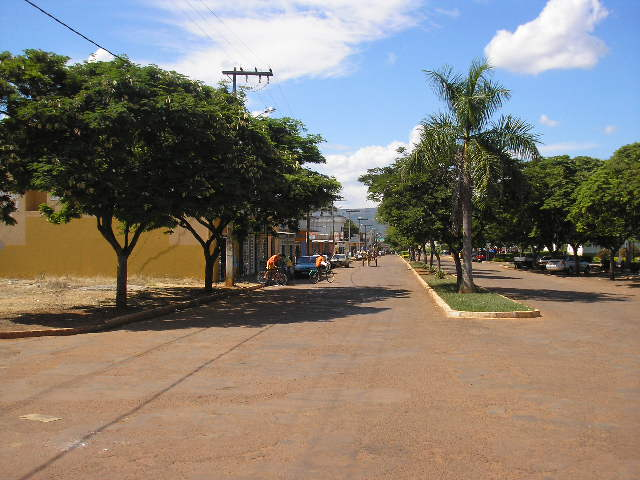
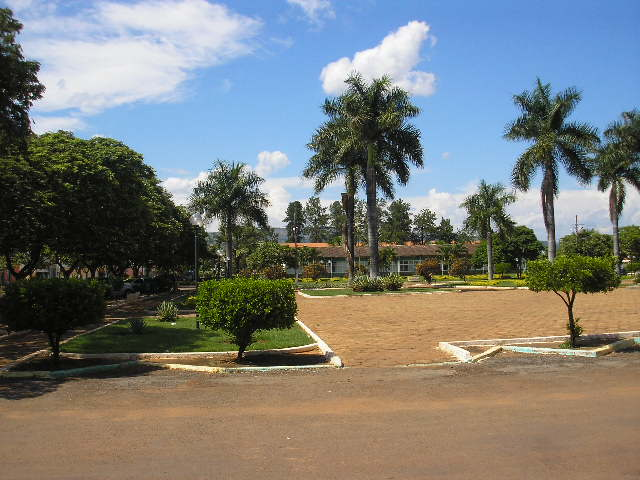
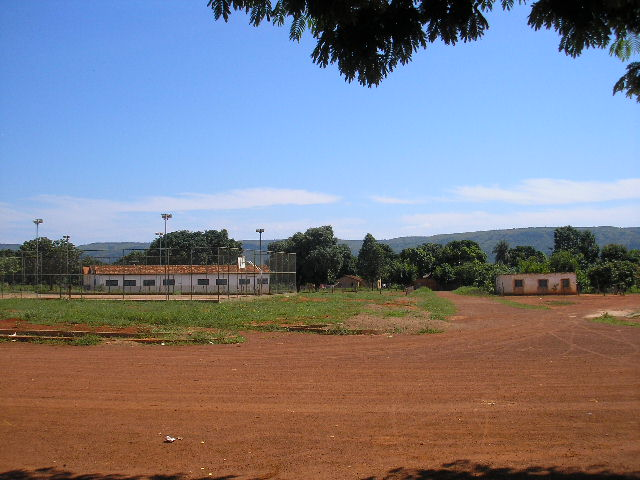

## География
Климат местности: тропический.